# Сверхспирализация ДНК
Сверхспирализация ДНК  — явление пере- или недоскручивания топологически замкнутых цепей ДНК, в результате которого ось двойной спирали ДНК сама закручивается в спираль более высокого порядка. Под «топологически замкнутыми» понимают молекулы, свободное вращение концов которых затруднено (кольцевые молекулы ДНК либо линейные молекулы, концы которых зафиксированы белковыми структурами). Образующаяся в результате сверхспирализации ДНК иногда называется суперскрученной.
Сверхспирализация важна во множестве биологических процессов, таких как, например, компактизация ДНК.
Определённые ферменты, в частности топоизомеразы, обладают способностью изменять топологию ДНК, например для репликации ДНК или транскрипции. Сверхспирализация описывается математическими выражениями, которые сравнивают суперскрученную спираль ДНК с её «расслабленной» формой.
Сверхспирализация ДНК может быть положительной и отрицательной. За положительную сверхспирализацию принято принимать такую, при которой ось двойной спирали закручена в том же направлении, что и цепи внутри двойной спирали (по часовой стрелке). Соответственно, сверхспирализация считается отрицательной, если ось двойной спирали закручена против часовой стрелки. ДНК большинства мезофильных организмов отрицательно сверхспирализована. В то же время есть сведения об особой биологической роли положительной сверхспирализации ДНК как мезофильных, так и термофильных организмов.

## Математическое описание сверхспирализации ДНК

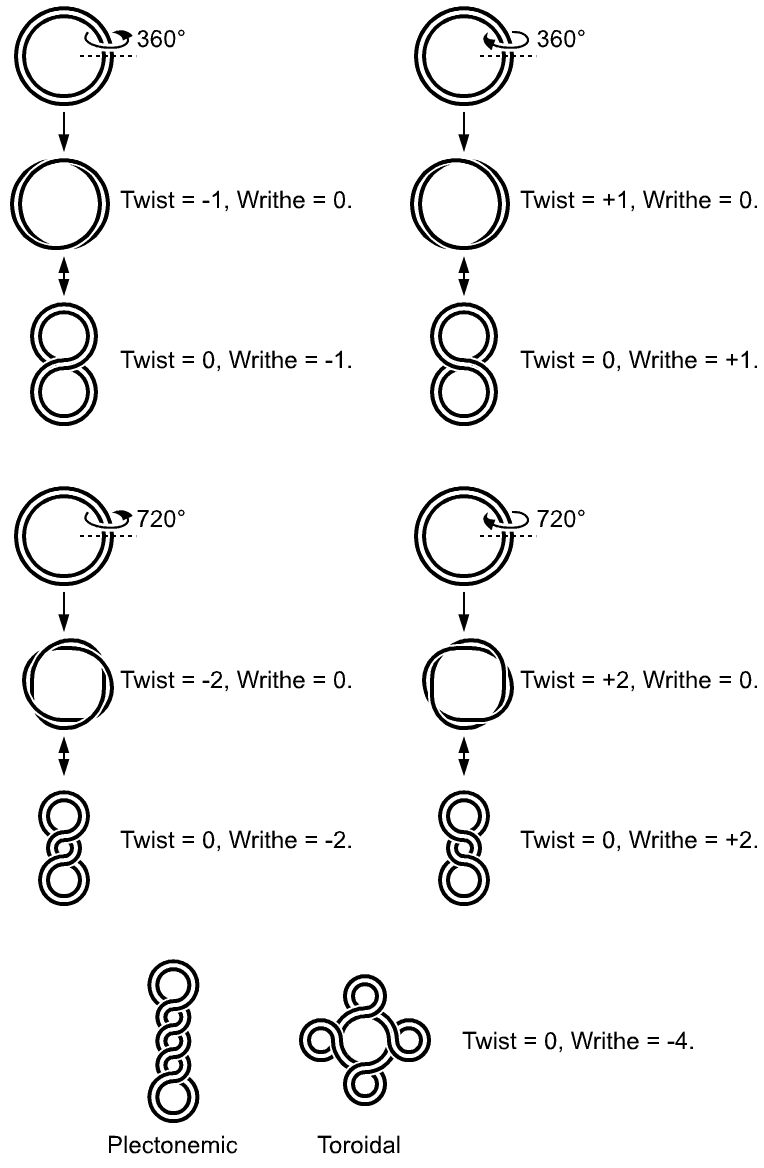
Структура сверхспирализованных молекул ДНК

В топологически замкнутых молекулах ДНК две цепи переплетены между собой таким образом, что их невозможно разделить, не повредив одну из них. Для количественного описания связи двух цепей используется особая величина — порядок зацепления (Lk). Порядок зацепления показывает, сколько раз одна из цепей пересекает воображаемую плоскость, ограниченную второй цепью. Порядок зацепления всегда выражается целым числом, он может быть положительным и отрицательным. Принято считать, что порядок зацепления для замкнутых правозакрученных спиралей положителен. Порядок зацепления зависит только от топологического состояния цепей ДНК и потому остаётся постоянным при любых конформационных изменениях в молекуле. Одна и та же молекула ДНК может существовать в состояниях с разным порядком зацепления. Такие формы ДНК называют топологическими изомерами (топоизомерами).
Снять напряжение с замкнутой молекулы ДНК можно, внеся в неё одноцепочечный разрыв и затем лигировав этот разрыв. Полученные в результате такой процедуры молекулы будут характеризоваться определённым диапазоном величины порядка зацепления. Среднее значение этого диапазона называют Lko. Lko можно приблизительно рассчитать по формуле:
{\displaystyle Lk_{o}=N/\gamma },
где N — количество пар оснований в молекуле, а γ — среднее число пар оснований на виток двойной спирали при данных условиях. Обычно значение γ близко к 10,5.
Важное значение имеет разница между Lk и Lko:
{\displaystyle \Delta {Lk=Lk-Lk_{o}}=Lk-N/\gamma }
Значение ΔLk, в отличие от Lk, уже не обязательно является целым числом и не привязано строго к топологии молекулы. ΔLk характеризует напряжение, которое испытывает замкнутая молекула ДНК. При ΔLk=0 ДНК находится в релаксированном состоянии, при ΔLk<0 она отрицательно сверхспирализована, при ΔLk>0 — положительно.
В 1969 году Уайтом была предложена формула, которая связала порядок зацепления и две другие геометрические характеристики замкнутой ДНК — кручение (Twist, Tw) и количество супервитков (райзинг)(Writhe, Wr):
{\displaystyle Lk=Tw+Wr}
Кручение характеризует вращение цепей ДНК вокруг оси спирали и соответствует общему количеству витков, для правозакрученных спиралей кручение принято считать положительным. Райзинг (количество супервитков) характеризует форму оси двойной спирали, он представляет собой алгебраическую сумму всех видимых пересечений оси спирали с самой собой, усреднённую по всем проекциям. Для молекул ДНК, находящихся в релаксированном состоянии Wr=0, для отрицательно сверхспирализованных Wr<0, для положительно сверхспирализованных — Wr>0.
Другим способом описания сверхспирализации ДНК является определение плотности сверхвитков (σ):
{\displaystyle \sigma =\Delta {Lk/Lk_{o}}}
Кольцевые ДНК, выделенные из живых организмов обычно имеют плотность сверхвитков в диапазоне от −0,03 до −0,09.

## Биологическое значение сверхспирализации ДНК
Сверхспирализация является важным свойством ДНК, от которого зависит протекание практически всех ДНК-зависимых процессов в клетке, таких как репликация ДНК, транскрипция и рекомбинация. ДНК в клетках большинства исследованных мезофильных организмов отрицательно сверхспирализована. Отрицательная сверхспирализация способствует облегчению локального плавления двойной спирали, что обеспечивает нормальную инициацию транскрипции и репликации. Напротив, положительная сверхспирализация может препятствовать инициации транскрипции и продвижению репликативной вилки. Особые белки и ферменты поддерживают ДНК в состоянии отрицательной сверхспирализации. В эукариотических клетках ДНК закручена в отрицательные сверхвитки вокруг гистоновых комплексов, у большинства мезофильных архей есть гистоноподобные белки, которые выполняют ту же функцию, а у бактерий за это отвечают белки, ассоциированные с нуклеоидом (например, HU и HNS).
Кроме того, существуют специальные ферменты класса изомераз, которые могут изменять топологическое состояние ДНК. Они получили название топоизомераз, или ДНК-топоизомераз, и были обнаружены у прокариот, эукариот, а также у некоторых вирусов. Топоизомеразы могут вносить в замкнутую ДНК положительные и отрицательные сверхвитки, а также обеспечивать её релаксацию. По механизму действия топоизомеразы делят на два класса: топоизомеразы I типа вносят временный одноцепочечный разрыв в ДНК и не требуют для своей работы источников энергии, в то время как топоизомеразы II типа вносят временный двухцепочечный разрыв и являются АТФ-зависимыми ферментами. Топоизомеразы играют большую роль в протекании ДНК-зависимых процессов в клетке, например, они отвечают за удаление положительных сверхвитков и снятие напряжения на участке ДНК перед репликационной вилкой, чем обеспечивают её нормальное движение.
К 2012 году накопились экспериментальные данные, которые позволяют по-новому взглянуть на роль положительной сверхспирализации ДНК для живых организмов. Ранее считалось, что положительная сверхспирализация характерна только для ДНК термофильных архей, где она препятствует тепловой денатурации ДНК. Однако всё больше фактов говорит о том, что положительно и отрицательно сверхспирализованные участки ДНК могут сосуществовать в клетках как термофильных, так и мезофильных организмов и что положительная сверхспирализация может играть особую роль в регуляции экспрессии генов, репликации теломер и других процессах.
Противомикробные препараты группы фторхинолонов ингибируют ДНК-гиразу и топоизомеразу-4, нарушая сверхспирализацию ДНК, что приводит к гибели бактерий.